# Haus Ebertplatz 10 (Dresden)
Das Haus Ebertplatz 10 ist ein Mehrfamilienhaus in Dresden-Löbtau, das denkmalgeschützt ist.

## Beschreibung
Das 1926 von Stadtbaurat Paul Wolf errichtete Gebäude ist ein Beispiel für die Architektur der Neuen Sachlichkeit mit wenigen Elementen des Expressionismus. Das Gebäude ist fünfgeschossig. Gesimse gliedern die Fassade horizontal. Die Fassade zeigt in der Mitte einen tiefen Rücksprung, wobei die beiden flankierenden Vorbauten an der inneren Kante eine Abschrägung von 45 Grad zeigen. Die Fenster an dieser Abschrägung sind dreiteilige Sprossenfenster, die an der Vorderseite über Eck geführt sind.  Die Beischläge haben Zierbrüstungen mit Rautenmotiv. -->Eine Zick-Zack-Musterung in Sgraffito dekoriert die Durchfahrt, die zur Hofseite führt.
Die Denkmaleigenschaft wird wie folgt beschrieben: „eindrucksvoller, charakteristischer Bau der 1920er Jahre mit expressionistisch gestalteten Fassaden, die durch ihre horizontalen Gliederungselemente und kräftige Farbkontraste wirken, einer der bemerkenswertesten Dresdner Wohnbauten der Moderne, als Arbeit von Stadtbaurat Paul Wolf auch architekturhistorisch bedeutend“.